# Palmyra (Missouri)
Palmyra – miasto w Stanach Zjednoczonych, w stanie Missouri, siedziba administracyjna hrabstwa Marion.